# Sierra Nevada College
Das Sierra Nevada College (SNC) ist ein privates College in Incline Village, Washoe County, im Westen des US-Bundesstaates Nevada in der Nähe des Lake Tahoe. Die Hochschule wurde 1969 als Liberal Arts College gegründet.
Das College hat einen guten Ruf in den Fachrichtungen Umweltwissenschaften, Informatik, Medientechnologie, Englisch, Wintersportmanagement und Lehrerausbildung. Bekannt ist das College, das in der Sierra Nevada liegt, durch seine Erfolge beim Hochschulsport im Skifahren und Snowboarden. Studenten können in einem vierjährigen Studium den akademischen Grad eines Bachelor of Arts oder Bachelor of Science erhalten. Die Lehrerausbildung führt bis zum Master of Arts.

## Fachbereiche
- Kunst
- Geistes- und Sozialwissenschaften
- Wirtschaftswissenschaften
- Natur- und Ingenieurwissenschaften
- Schulpädagogik